# Kup na Makedonija 2015-2016
La Coppa di Macedonia 2015-2016 (in macedone Куп на Македонија, Kup na Makedonija) è stata la ventiquattresima edizione del torneo. La competizione è iniziata il 12 agosto 2015 ed è terminata il 16 maggio 2016. Lo Škendija ha vinto il trofeo per la prima volta nella sua storia.

## Primo turno
Il 23 luglio 2015 si è tenuto il sorteggio per gli accoppiamenti del primo turno.
| Squadra 1          | Risultato       | Squadra 2          |
| ------------------ | --------------- | ------------------ |
| 12 agosto 2015     |                 |                    |
| Zajazi             | 0 - 4           | Škendija           |
| Vulkan             | 0 – 3           | Makedonija G.P.    |
| FK Prevalec        | 0 - 4           | Sileks Kratovo     |
| Poeshevo           | 0 – 0 (3-5 dcr) | Gostivar           |
| Pobeda Junior      | 1 – 1 (6-7 dcr) | Mladost Carev Dvor |
| Miravci            | 0 – 1           | Vardar             |
| FK Males           | 1 - 9           | Metalurg Skopje    |
| Ljuboten Tetovo    | 1 - 5           | Shkupi             |
| FK Ljubanci        | 1 – 1 (4-3 dcr) | Teteks             |
| FK Liria Zagračani | 0 – 11          | Turnovo            |
| Gorno Lisiče       | 1 – 2           | Renova             |
| Drita Bogovinje    | 0 – 3           | FK Vëllazërimi 77  |
| Belasica           | 0 - 2           | FK Skopje          |
| 13 agosto 2015     |                 |                    |
| FK Plačkovica      | 0 – 2           | Bregalnica Štip    |
| 11 Oktomvri        | 0 – 8           | Pelister           |
| Fortuna Skopje     | 0 – 11          | Rabotnički         |

## Secondo turno
Il 1 settembre 2015 si è tenuto il sorteggio per gli accoppiamenti del secondo turno.
| Squadra 1                      | Totale | Squadra 2          | Andata | Ritorno |
| ------------------------------ | ------ | ------------------ | ------ | ------- |
| 30 settembre / 21 ottobre 2015 |        |                    |        |         |
| FK Vëllazërimi 77              | 5 – 7  | Mladost Carev Dvor | 2 – 4  | 3 – 3   |
| Turnovo                        | 5 – 3  | FK Skopje          | 3 – 1  | 2 – 2   |
| Škendija                       | 7 – 0  | Metalurg Skopje    | 2 – 0  | 5 – 0   |
| Renova                         | 2 – 5  | Sileks Kratovo     | 1 – 2  | 1 – 3   |
| Makedonija G.P.                | 3 – 2  | FK Ljubanci        | 3 – 2  | 0 – 0   |
| Gostivar                       | 0 – 8  | Rabotnički         | 0 – 4  | 0 – 4   |
| Bregalnica Štip                | 2 – 1  | Shkupi             | 2 – 0  | 0 – 1   |
| Vardar                         | 6 – 1  | Pelister           | 4 – 1  | 2 – 0   |

## Quarti di finale
Il 3 novembre 2015 si è tenuto il sorteggio per gli accoppiamenti dei quarti di finale.
| Squadra 1                        | Totale | Squadra 2       | Andata | Ritorno |
| -------------------------------- | ------ | --------------- | ------ | ------- |
| 25-26 novembre / 2 dicembre 2015 |        |                 |        |         |
| Rabotnički                       | 5 – 1  | Sileks Kratovo  | 3 – 0  | 2 – 1   |
| Makedonija G.P.                  | 3 – 4  | Turnovo         | 2 – 4  | 1 – 0   |
| Mladost Carev Dvor               | 2 – 5  | Bregalnica Štip | 1 – 1  | 1 – 4   |
| Škendija                         | 5 – 1  | Vardar          | 3 – 0  | 2 – 1   |

## Semifinali
Il 20 dicembre 2015 si è tenuto il sorteggio per gli accoppiamenti dei quarti di finale.
| Squadra 1                | Totale | Squadra 2  | Andata | Ritorno |
| ------------------------ | ------ | ---------- | ------ | ------- |
| 2 marzo / 13 aprile 2016 |        |            |        |         |
| Turnovo                  | 1 – 4  | Škendija   | 0 – 2  | 1 – 2   |
| Bregalnica Štip          | 1 – 4  | Rabotnički | 1 – 1  | 0 – 3   |

## Finale
| Arbitro: | Goran Spirkoski |

|  |           |                       |
|  | Marcatori | 8’ Radeski 90’ Jùnior |